# Quinto Pompeo Rufo
Quinto Pompeo Rufo (latino: Quintus Pompeius Rufus; Roma, ... – 87 a.C.) è stato un politico e console romano.

## Biografia
Cicerone scrisse che Pompeo fu uno degli oratori che aveva sentito in gioventù.
Fu un sostenitore del dittatore Lucio Cornelio Silla. Nel 100 a.C. fu tribuno della plebe; divenne pretore nel 91 a.C. e divenne console assieme a Silla nell'88 a.C.
Dopo gli scontri dovuti al tribuno della plebe Publio Sulpicio Rufo che videro la morte di suo figlio fuggì a Nola, dove incontrò Silla e il suo esercito. Silla prese il comando nella guerra contro Mitridate e lasciò Pompeo in carica dell'Italia. Dopo ciò il senato ordinò al console dell'anno precedente Gneo Pompeo Strabone, padre del più famoso Gneo Pompeo Magno di consegnargli l'esercito. Ma Strabone, contrariato, prima di consegnargli l'esercito lo fece uccidere. Silla lasciò perdere questo episodio perché era in viaggio per la Grecia.
Il figlio Quinto Pompeo Rufo, suo omonimo, aveva sposato la figlia di Lucio Cornelio Silla, Cornelia, e avevano due figli, Pompea, terza moglie di Cesare, e Quinto.